# ورزش در بلژیک

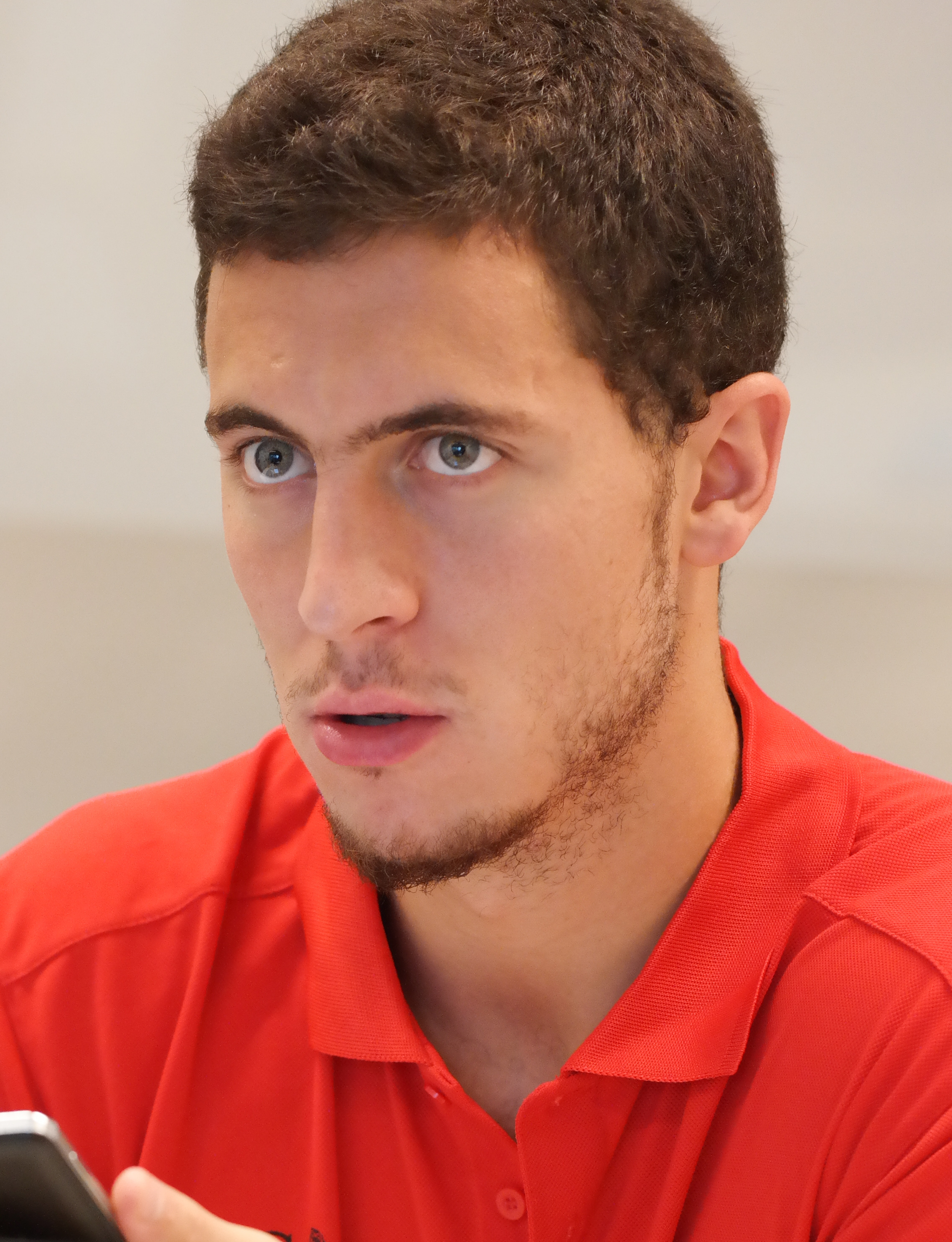
ادن آزار کاپیتان سابق تیم ملی فوتبال بلژیک.

ورزش در بلژیک نقش برجسته ای در جامعه دارد. تا سال ۲۰۱۰، بلژیک حدود ۱۷۰۰۰ باشگاه ورزشی با تقریباً ۱٫۳۵ میلیون عضو یا حدود ۱۳ درصد از جمعیت بلژیک داشت. ورزش‌های فوتبال، دوچرخه‌سواری، تنیس، تنیس روی میز، دو و میدانی، شنا، بسکتبال، بدمینتون، جودو، هاکی، قایقرانی، موتور کراس، اتومبیل رانی، والیبال، و دویدناز جمله ورزش‌های رایج در بلژیک هستند.
بلژیک بازی‌های المپیک تابستانی ۱۹۲۰ در آنتورپ و همچنین جام ملت‌های اروپا ۱۹۷۲ و جام ملت‌های اروپا ۲۰۰۰ را به همراه هلند میزبانی و برگزار کرده است.

## ورزش‌های پرطرفدار

### فوتبال
بهترین نتیجه تیم ملی فوتبال بلژیک کسب مقام سوم در جام جهانی فوتبال ۲۰۱۸ و مقام دوم در مسابقات جام ملت‌های اروپا ۱۹۸۰ بود. باشگاه‌های فوتبال بلژیک ۳ بار جام برندگان جام یوفا و دو بار جام یوفا و ۳ بار برنده سوپرجام یوفا بوده‌اند. اتحادیه سلطنتی فوتبال بلژیک، نهاد حاکم بر فوتبال در بلژیک، در سال ۱۸۹۵ تأسیس شد و یکی از اعضای مؤسس فیفا در سال ۱۹۰۴ بود. اولین مسابقات لیگ برتر فوتبال بلژیک در سال ۱۸۹۵ بین ۱۰ تیم مؤسس اتحادیه فوتبال بلژیک برگزار شد. سطح دوم در سال ۱۹۰۵، سطح سوم در سال ۱۹۲۶ و سطح چهارم در سال ۱۹۵۲ به لیگ بلژیک اضافه شد.
باشگاه فوتبال اندرلشت موفق‌ترین تیم بلژیکی در سطح ملی (۳۲ عنوان قهرمانی بلژیک) و بین‌المللی (۶ عنوان قهرمانی اروپا) است. باشگاه فوتبال کلوب بروژ با ۱۳ عنوان قهرمانی بلژیک و باشگاه فوتبال یونیون سن ژیلواز با ۱۱ قهرمانی از دیگر باشگاه‌های موفق در لیگ این کشور هستند.
تیم ملی بلژیک اولین بازی خود را در سال ۱۹۰۴ مقابل تیم ملی فوتبال فرانسه انجام داد. این دیدار با تساوی ۳–۳ به پایان رسید. از آن زمان، بلژیک به ۱۲ از ۲۰ دوره جام جهانی راه یافته است، در جام جهانی سال ۲۰۱۸ در رده سوم قرار گرفت. در بازی‌های المپیک تابستانی، بلژیک در سال ۱۹۲۰ مدال طلا را کسب کرد و در سال ۲۰۰۸ مقام چهارم را به دست آورد.

### دوچرخه سواری
دوچرخه سواری یک ورزش بسیار محبوب در بلژیک است. این لیگ توسط لیگ دوچرخه سواری سلطنتی بلژیک اداره می‌شود. رخی از بزرگ‌ترین مسابقات دوچرخه‌سواری در بلژیک برگزار می‌شود. بهترین دوچرخه‌سوار بلژیکی تمام دوران، ادی مرکس، ملقب به آدم‌خوار است که ۵ بار برنده تور دو فرانس و جیرو دیتالیا شده است.
که بین WBV هلندی زبان و FCWB فرانسوی زبان تقسیم شده است. بسیاری از دوچرخه‌سواران بلژیکی موفق بوده‌اند، و برخی از بزرگ‌ترین مسابقات دوچرخه‌سواری در بلژیک برگزار می‌شود، به‌ویژه در مسابقات دوچرخه‌سواری جاده، اگرچه سایر رشته‌های دوچرخه‌سواری مانند مسابقه دوچرخه‌سواری کوهستان یا دوچرخه‌سواری پیست نیز تعدادی از قهرمانان و مسابقات بلژیکی را شامل می‌شوند. بلژیک از زمان پیدایش این ورزش یکی از موفق‌ترین کشورها در دوچرخه‌سواری جاده‌ای بوده است، یکی از قدیمی‌ترین مسابقات در بلژیک، لیژ– باستگن– لیژ در سال ۱۸۹۲ برگزار شد. در بازی‌های المپیک، بلژیک چهار مدال طلا برای دوچرخه‌سواری جاده کسب کرده است.

### هاکی روی چمن
هاکی روی چمن در سال‌های اخیر اهمیت زیادی بین طرفداران این رشته ورزشی پیدا کرده است. از آوریل ۲۰۱۹، تیم ملی هاکی روی چمن مردان بلژیک در رتبه اول جهان قرار دارد و تیم ملی زنان در رده سیزدهم قرار دارد.

## بازی‌های المپیک
بلژیک ۴۴ مدال طلا در بازی‌های المپیک تابستانی کسب کرده است. از میان ۴۴ مدال طلای بازی‌های المپیک تابستانی، ۱۱ مدال در تیراندازی با کمان، هفت مدال در دوچرخه‌سواری، شش مدال در دو و میدانی، پنج مدال در سوارکاری، سه مدال در شمشیربازی و دو مدال در قایقرانی و جودو به دست آمد.

## لیگ‌های ورزشی
- لیگ برتر فوتبال بلژیک